# Luke Bolton
Luke Phillip Bolton (* 7. Oktober 1999 in Stockport) ist ein englischer Fußballspieler, der im Mittelfeld für den Premier-League-Club Manchester City spielt.

## Karriere

### Verein
Luke Bolton wurde in Stockport etwa zehn Kilometer südöstlich von Manchester geboren. Seine Karriere begann er in der Jugend der Manchester City. Bolton spielte in der Saison 2018/19 für die U21-Mannschaft von Manchester City in der EFL Trophy gegen den FC Barnsley und AFC Rochdale und wurde in den Kader der Profimannschaft für die Champions League berufen. Im Januar 2019 wurde der 19-Jährige Bolton für ein halbes Jahr an die Wycombe Wanderers in dritte Liga verliehen. Ab August 2019 war er die gesamte Saison 2019/20 eine Liga höher beim Zweitligisten Luton Town als Leihspieler aktiv. Im Juli 2020 wurde Bolton erneut an einen anderen Verein ausgeliehen. Mit Dundee United ging es zum Aufsteiger in die Scottish Premiership.

### Nationalmannschaft
Luke Bolton spielte zwischen 2017 und 2019 siebenmal in der englischen U20-Nationalmannschaft. Sein Debüt gab er am 1. Juni 2017 gegen Kuba während des Turniers von Toulon, das er mit der Mannschaft gewann.